# Estádio Pod Goricom
O Estádio Pod Goricom é o estádio do clube FK Budućnost Podgorica e da Seleção de Futebol de Montenegro. Possui uma capacidade para aproximadamente 17.000 espectadores, e está localizado em Podgorica, capital de Montenegro.
O estádio também é utilizado para a disputa das partidas, em competições europeias, das demais equipes montenegrinas, já que é o único que reúne as condições exigidas pela UEFA. 
O estádio foi completamente incendiado durante a década de 1950, porém foi reconstruído mais tarde.